# Glasul națiunii
Glasul națiunii a fost prima publicație în grafie latină din Republica Moldova, care a apărut în 1988. În 2009 a încetat să mai fie tipărită. Portalul informațional Glasul.md pretinde a fi continuatorul acestui ziar.